# Uneasy Money (film 1918)
Uneasy Money è un film muto del 1918 diretto da Lawrence C. Windom. La sceneggiatura si basa sull'omonimo romanzo (che in Italia è conosciuto con il titolo Denaro difficile) di P.G. Wodehouse, romanzo che, negli Stati Uniti, venne pubblicato a New York nel 1916, uscito a puntate su The Saturday Evening Post. Il film, prodotto dalla Essanay, aveva come interpreti principali Taylor Holmes e Virginia Valli. In ruoli minori, appaiono i nomi di Rod La Rocque, futura star hollywoodiana, e quello del figlio di Taylor, l'allora undicenne Phillips Holmes, che negli anni trenta avrebbe acquisito come attore una certa popolarità.

## Trama
Ira Nutcombe, un eccentrico milionario americano, lascia tutti i suoi averi in eredità a lord Dawlish in segno di gratitudine per avergli insegnato a giocare a golf. Dawlish, onestamente, risolve di restituire la metà della fortuna di Nutcombe ai suoi due nipoti, Elizabeth e Nutty, che sono i legittimi eredi. Si imbarca, così, su un piroscafo alla volta degli Stati Uniti. Volendo conoscerli, si presenta come Chambers, usando il nome di famiglia e non il suo titolo, ma Nutty, venuto a sapere che si tratta di lord Dawlish, lo invita ospite a casa Nutcombe. Qui, Elizabeth dapprima non lo accoglie troppo amabilmente, ma conosciutolo meglio, comincia ad apprezzarlo, finendo per affezionarsi a lui. Ma quando Nutty le rivela che quello è lord Dawlish, lo manda via. Nella lettera che lui le ha lasciato, Elizabeth legge che Dawlish vuole rinunciare all'eredità in suo favore: la giovane donna, allora, gli corre dietro, dichiarandogli che accetterà il lascito solo nel caso in cui lui acconsenta a sposarla. Davanti alla perentoria condizione, Dawlish deve rassegnarsi e accettare, felice, la proposta della donna amata.

## Produzione
Il film fu prodotto dalla Perfection Pictures per l'Essanay Film Manufacturing Company.

## Distribuzione
Il copyright del film, richiesto dalla Essanay Film Mfg. Co., fu registrato l'8 dicembre 1917 con il numero LP11835.
Distribuito dalla George Kleine System, il film uscì nelle sale cinematografiche statunitensi il 1º gennaio 1918.
Non si conoscono copie ancora esistenti della pellicola che viene considerata presumibilmente perduta.